# William E. Wilson
William Edward Wilson (* 9. März 1870 in Mount Vernon, Posey County, Indiana; † 29. September 1948 in Evansville, Indiana) war ein US-amerikanischer Politiker. Zwischen 1923 und 1925 vertrat er den Bundesstaat Indiana im US-Repräsentantenhaus.

## Werdegang
William Wilson besuchte die öffentlichen Schulen seiner Heimat und danach das Evansville Commercial College. An dieser Schule fungierte er später als Lehrer und Schulleiter. Zwischen 1888 und 1904 war er Eigentümer dieses Bildungsinstituts. Anschließend gab er den Schuldienst auf, um in Evansville in die Versicherungsbranche einzusteigen. Zwischen 1910 und 1912 arbeitete er als Deputy Auditor bei der Verwaltung im Vanderburgh County. In den Jahren 1912 bis 1920 war Wilson Gerichtsdiener am dortigen Bezirksgericht.
Politisch war Wilson Mitglied der Demokratischen Partei. 1920 kandidierte er noch erfolglos für den Kongress. Bei den Wahlen des Jahres 1922 wurde er aber im ersten Wahlbezirk von Indiana in das US-Repräsentantenhaus in Washington, D.C. gewählt, wo er am 4. März 1923 die Nachfolge von Oscar R. Luhring antrat. Da er im Jahr 1924 dem Republikaner Harry E. Rowbottom unterlag, konnte er bis zum 3. März 1925 nur eine Legislaturperiode im Kongress absolvieren.
Nach seinem Ausscheiden aus dem US-Repräsentantenhaus wurde William Wilson im Bankgewerbe tätig. Später arbeitete er für die Chrysler Corporation. Er starb am 29. September 1948 in Evansville, wo er auch beigesetzt wurde.